# Basssaxophon

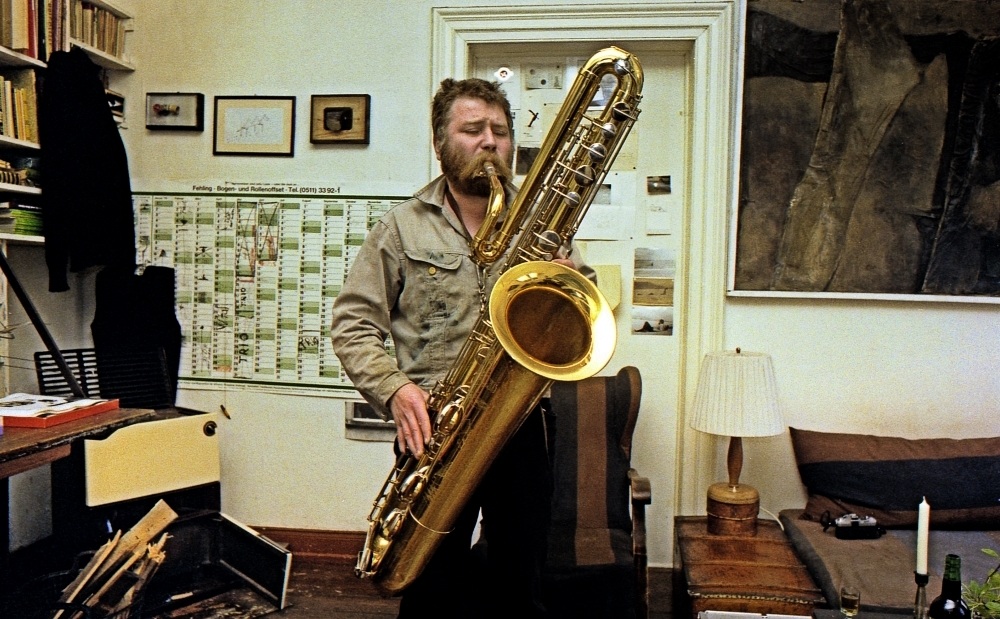
Basssaxophon (gespielt von Peter Brötzmann)

Das Basssaxophon bzw. Basssaxofon ist ein Saxophon der dritttiefsten Lage. Gestimmt ist es in B, seltener in C. Noch tiefer sind das Kontrabasssaxophon und das Subkontrabasssaxophon.
Solistisch wird dieses Instrument eher selten verwendet. Auch im typischen Saxophonsatz einer Big Band kommt es nicht vor; das tiefste Saxophon ist hier das Baritonsaxophon. Das Basssaxophon übernahm im New Orleans Jazz häufig die Bass-Rolle (z. B. Adrian Rollini oder Coleman Hawkins in „Hop Off“ 1927).
Häufiger ist es hingegen in Brassbands zu finden, teilweise aber auch in symphonischer Konzertmusik sowie Filmmusik. Klassische Konzertmusiken mit Basssaxophon sind z. B. die Sinfonia domestica von Richard Strauss sowie die Miniatur-Oper „Von heute auf morgen“ von Arnold Schönberg. Einsätze des Basssaxophons in der Filmmusik sind z. B. im Film „Bee Movie – Das Honigkomplott“ von Rupert Gregson-Williams zu finden.
Eine herausragende Stellung hat das Instrument im Saxophonorchester, wo es auch heute am häufigsten verwendet wird (z. B. Raschèr Saxophone Quartet). Aber auch im Jazz findet es bisweilen Verwendung (z. B. durch Peter Brötzmann, Colin Stetson, bei Deep Schrott, einem Quartett aus vier Basssaxophonen, oder bei Jan Garbareks Album Afric Pepperbird von 1970).
Tonumfang: As1 – e1. Mit den so genannten „Overtones“ (siehe Obertöne) kann jedoch auch in deutlich höheren Lagen gespielt werden.

## Bilder

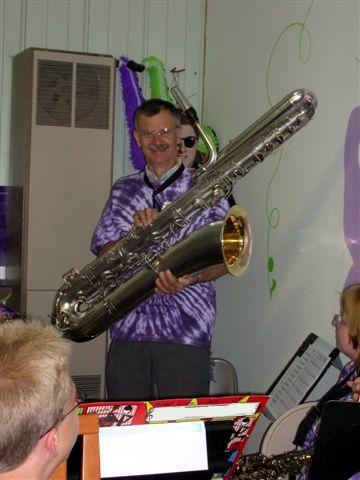
Ein Basssaxophon der Zwanzigerjahre vom amerikanischen Hersteller Conn
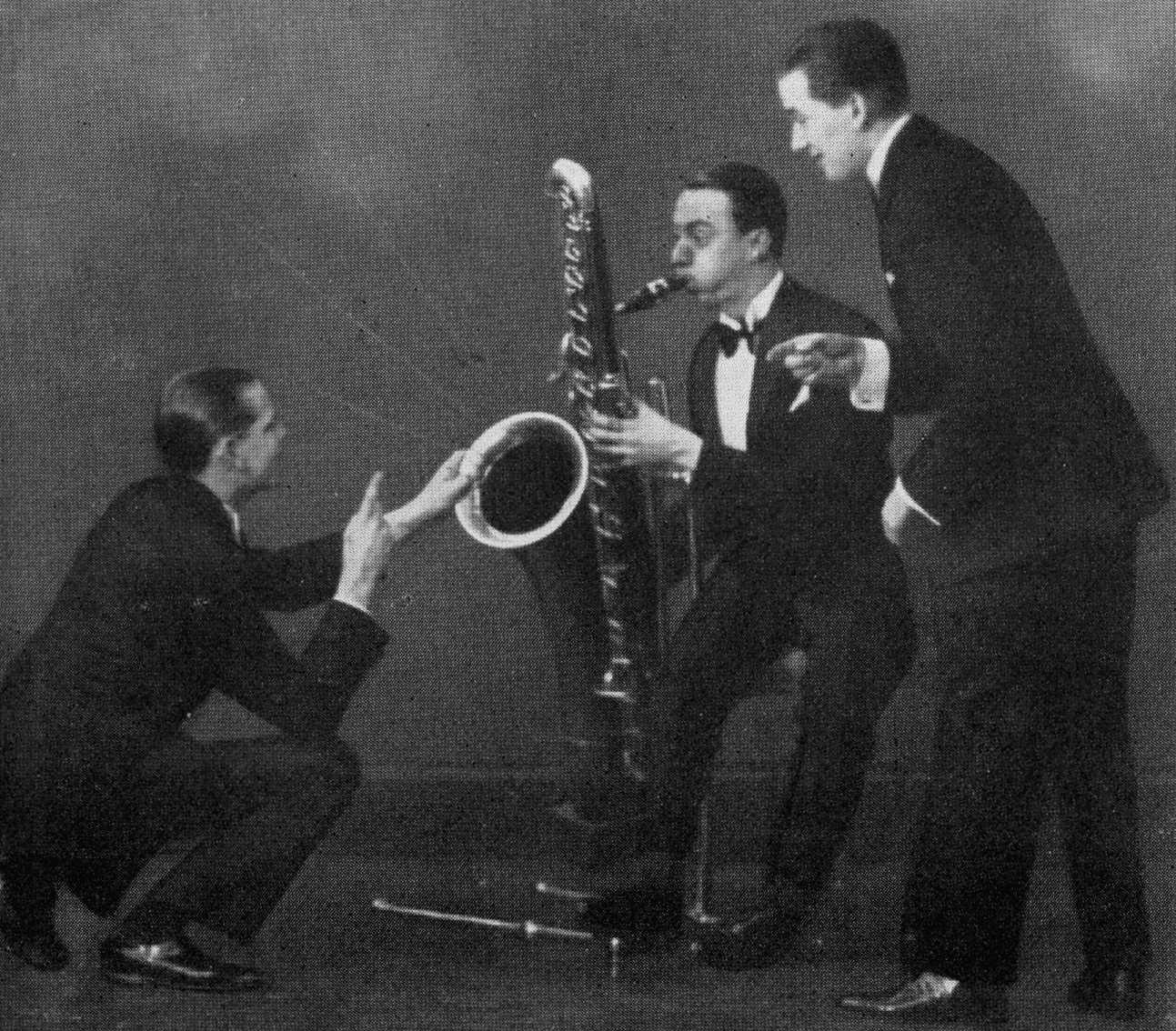
Basssaxophon 1927 im Einsatz einer dänischen Jazzformation
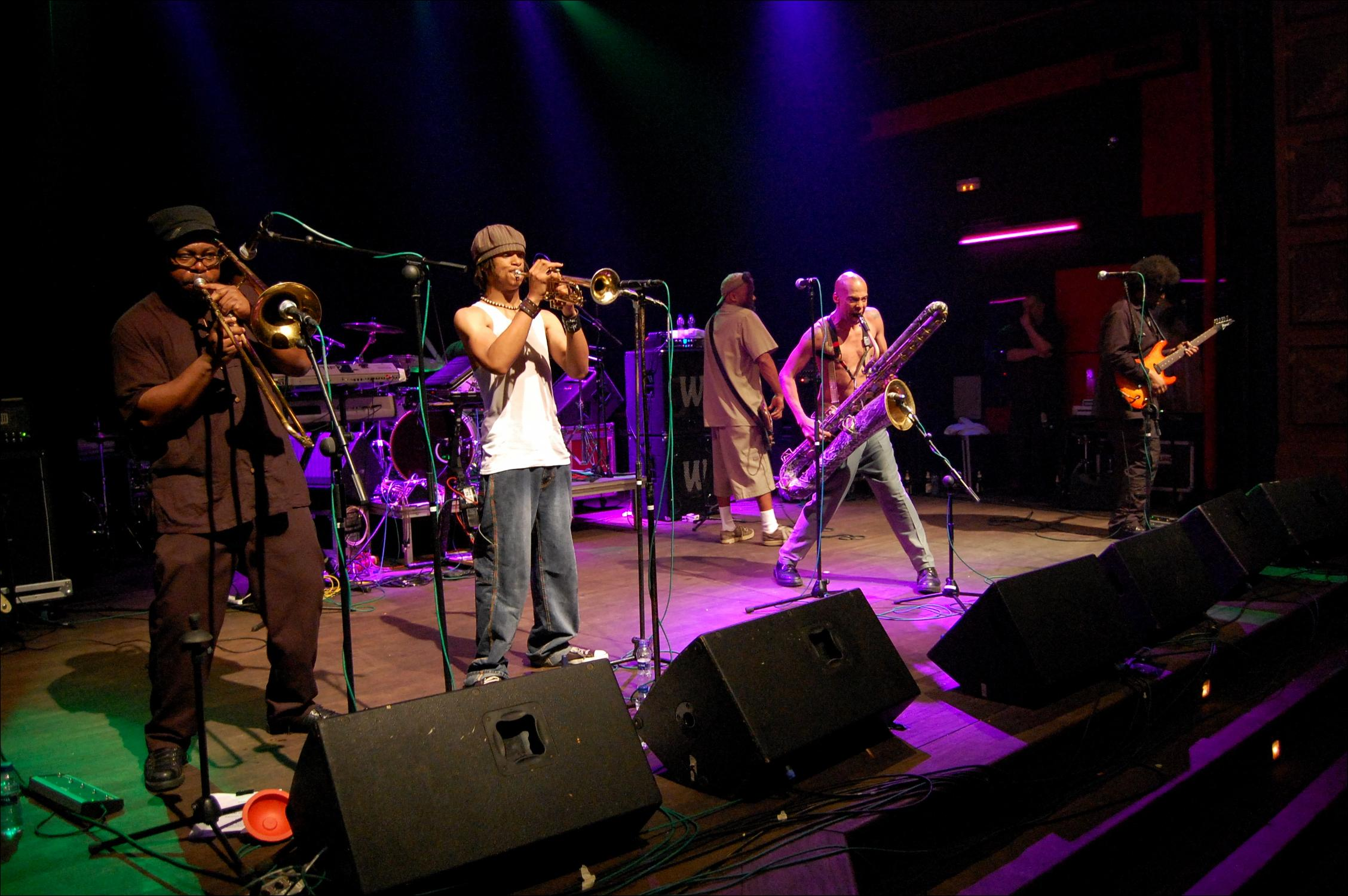
Auch in der Gruppe Fishbone kommt das Basssaxophon zum Einsatz
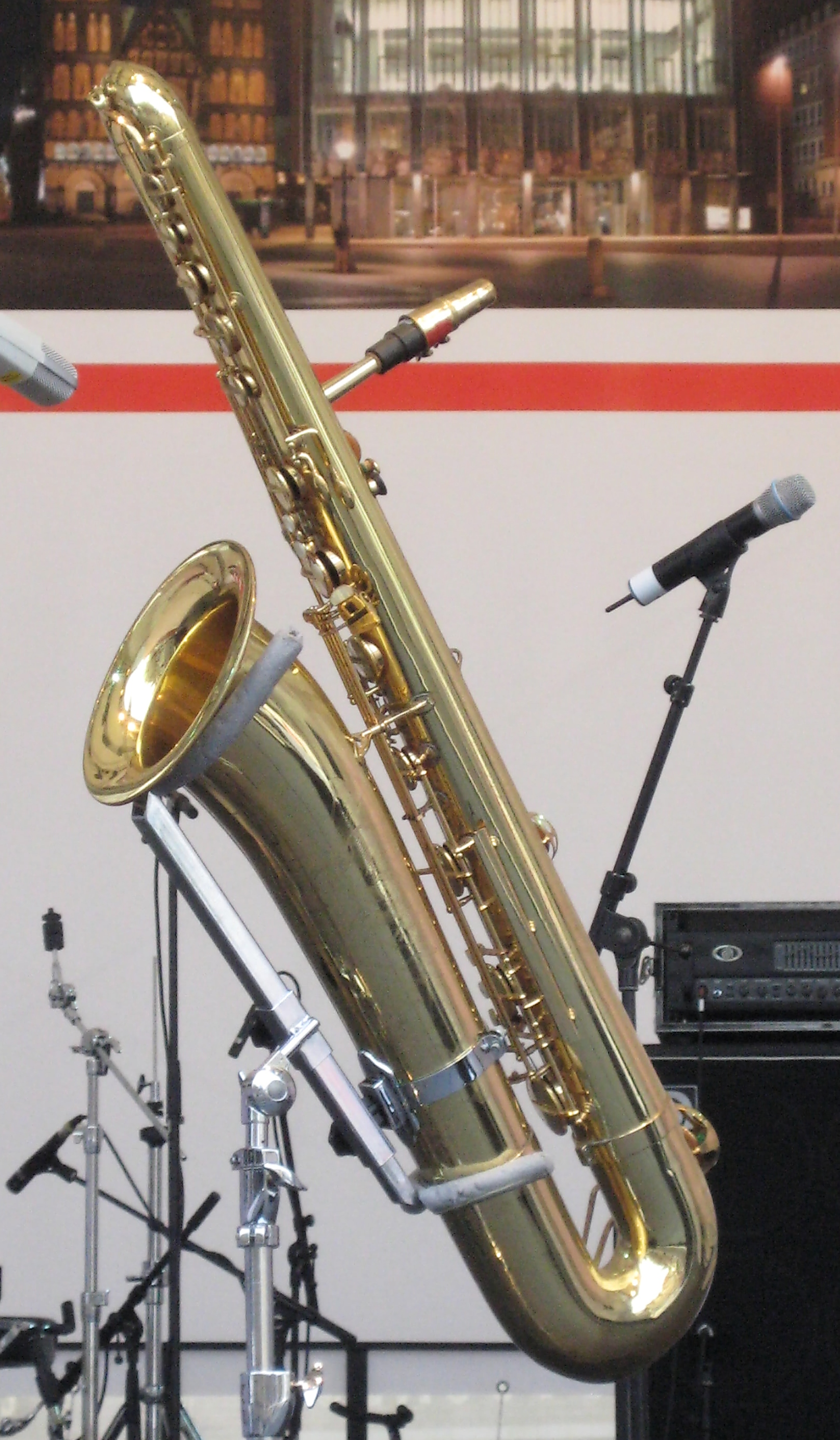
Seitenansicht eines Instruments der Firma Keilwerth